# Ólafur Kristjánsson
Ólafur Helgi Kristjánsson, né le 20 mai 1968 à Reykjavik en Islande, est un footballeur international islandais, devenu entraîneur à l'issue de sa carrière, qui évoluait au poste de défenseur.

## Biographie

### Carrière en club
Avec les clubs du FH Hafnarfjörður et du KR Reykjavik, Ólafur Kristjánsson dispute deux matchs en Coupe des coupes, et deux matchs en Coupe de l'UEFA,.

### Carrière internationale
Ólafur Kristjánsson compte 14 sélections avec l'équipe d'Islande entre 1990 et 1996,.
Il est convoqué pour la première fois en équipe d'Islande par le sélectionneur national Bo Johansson, pour un match amical contre les Bermudes le 3 avril 1990. Il entre à la place de Rúnar Kristinsson. Le match se solde par une victoire 4-0 des Islandais. 
Il reçoit sa dernière sélection le 2 juin 1996 contre la Chypre. Le match se solde par une victoire 2-1 des Islandais.

## Palmarès

### En tant que joueur
- Avec le FH Hafnarfjörður
  - Champion d'Islande de D2 en 1988

### En tant qu'entraîneur
- Avec le Breiðablik Kópavogur
  - Champion d'Islande en 2010
  - Vainqueur de la Coupe d'Islande en 2009
  - Vainqueur de la Coupe de la Ligue en 2013

## Statistiques
| Équipe               | Pays     | Début            | Fin              | Matchs | Matchs | Matchs | Matchs | Buts | Buts | Stats   | Stats   | Stats   |
| Équipe               | Pays     | Début            | Fin              | J      | V      | N      | D      | BP   | BC   | Vic. %  | Nul %   | Déf. %  |
| -------------------- | -------- | ---------------- | ---------------- | ------ | ------ | ------ | ------ | ---- | ---- | ------- | ------- | ------- |
| Fram Reykjavik       | Islande  | 30 juin 2004     | 10 octobre 2005  | 41     | 13     | 8      | 20     | 46   | 62   | 31,71 % | 19,51 % | 48,78 % |
| Breiðablik Kópavogur | Islande  | 6 juillet 2006   | 2 juin 2014      | 255    | 126    | 58     | 71     | 466  | 337  | 49,41 % | 22,75 % | 27,84 % |
| FC Nordsjælland      | Danemark | 1er juillet 2014 | 15 décembre 2015 | 52     | 20     | 6      | 26     | 57   | 72   | 38,46 % | 11,54 % | 50,00 % |
| Randers FC           | Danemark | 1er juillet 2016 |                  | 12     | 6      | 4      | 2      | 19   | 14   | 50,00 % | 33,33 % | 16,67 % |
| Total                | Total    | Total            | Total            | 360    | 165    | 76     | 119    | 588  | 485  | 45,83 % | 21,11 % | 33,06 % |